# スポーツと平和の祭典
スポーツと平和の祭典（スポーツとへいわのさいてん）は、新日本プロレスがイラクのバグダードで開催したプロレス興行。

## 概要
1990年、湾岸戦争の危機が叫ばれていたイラクの大統領であるサッダーム・フセインは日本人を含む在留外国人を国外出国禁止として事実上人質とした。日本政府は外務省主導で人質解放交渉を行ってきたが遅々として進まなかった。そんな状況下で人質解放を目指して国会議員であったアントニオ猪木が被害者家族等を率いてバグダードで12月2日と12月3日にイベントを開催。猪木の趣旨に賛同した各国の選手、ミュージシャンたちが参加して初日はアル・シャープ・スタジアムでサッカー、ナショナル・シアターでコンサート、2日目はサダム・アリーナでメインイベントの長州力&マサ斎藤組対馳浩&佐々木健介組戦を含めた全3試合によるプロレス興行が開催された。また、青柳政司による空手のデモンストレーション、河内家菊水丸による河内音頭の披露が行われた。この熱意が実って日本人人質36人、在留邦人5人が無事解放されて、これを契機としてイラク政府は全人質を解放に踏み切った。